# ريد سوفاين
وودرو ويلسون «ريد» سوفاين (بالإنجليزية: Red Sovine) (7 يوليو 1917 – 4 أبريل 1980) هو مغني وكاتب أغاني كانتري أمريكي ارتبط اسمه بالأغاني عن سائقي الشاحنات، وأغلبها كانت روايات مع خلفية موسيقية – ومن أنجح أغانيه في هذا المثال هي أغنية Giddyup Go عام 1965 وأغنيته Teddy Bear عام 1976 وكلاهما تصدرتا قائمة بيلبورد لأغاني الكانتري.

## السيرة

### السنوات الأولى
ولد وودرو ويلسون سوفاين في عام 1917 في تشارلستون، فيرجينيا الغربية، وكان يلقب «ريد» (أو الأحمر) لشعره البني المحمر. كان لديه شقيقان وشقيقتان. تعلم سوفاين العزف على الإيتار من والدته. أولى مغامراته في الموسيقى كانت مع صديق طفولته جوني بايلز، والذي غنى معه على محطة WWVA-AM الإذاعية في ويلينغ، فيرجينيا الغربية. حقق الثنائي نجاحا محدودا، فغادر بايلز ليغني مع أخيه. تزوج سوفاين واستمر بالغناء في إذاعة تشارلستون، في حين شغل وظيفة مشرف لمصنع جوارب. وبتشجيع من بايلز، شكل سوفاين فريق إيكو فالي بويز.
بعد عام من الغناء في فرجينيا الغربية، انتقل سوفاين إلى شريفبورت، لويزيانا، حيث غنى الإخوة بايلز على محطة KWKH-AM. لم يحقق برنامج سوفاين الصباحي شعبية كبيرة، لكنه اكتسب جمهورا أكبر على برنامج المحطة الشهير لويزيانا هيرايد. أحد زملائه من النجوم كان هانك وليامز، الذي قاد سوفاين نحو خانة زمنية أفضل في محطة WSFA في مونتغمري، ألاباما، وأمن له عقدا مع تسجيلات إم جي إم في عام 1949. وفي العام نفسه، حل سوفاين محل وليامز في لويزيانا هيرايد عندما انتقل الأخير إلى غراند أول أوبري. وعلى مدى السنوات الأربع المقبلة سجل 28 أغنية منفردة، وكان معظمها بنمط الهونكي تونك على خطى وليامز، لم تحقق هذه الأغاني النجاح على القوائم ولكنها ساعدته بإثبات نفسه كمغني محترف.

### الشهرة
تلقى سوفاين المساعدة من نجم الكانتري ويب بيرس، والذي كان زميله في لويزيانا هيرايد. قام بيرس بإقناع سوفاين بأن يقود فرقته وساعده على توقيع عقد مع ديكا في عام 1954. وفي العام التالي سجل سوفاين دويتو مع غولدي هيل في أغنية Are You Mine? والتي وصلت للمركز 15 على قائمة بيلبورد لأغاني الكانتري، وفي عام 1956 سجل أغنية Why Baby Why للمغني جورج جونز وذلك في دويتو مع ويب بيرس، والتي حققت نجاحا كبيرا وتصدرت قائمة بيلبورد لأغاني الكانتري. سجل سوفاين أغنيتين ناجحتين أخريين في تلك السنة، وأصبح عضوا في غراند أول أوبري. وبعد تسجيل ما يقرب من 50 أغنية مع ديكا، وقع سوفاين عقدا مع ستارداي عام 1959 وبدأ يقيم الجولات كفنان منفرد. في نفس العام، أصيب سوفاين بجروح خطيرة في حادث سيارة أودى بحياة أحد أفراد فرقته.

### الستينات
في عام 1961، قام راي بيترسون تسجيل أغنية Missing You، والتي شارك سوفاين في تأليفها مع كاتب الأغاني ديل نو عام 1955، وحققت النجاح على قائمة أغاني البوب ووصلت للمركز 29 على القائمة في ذاك الخريف، وبلغت المركز السابع على قائمة الأغاني المعاصرة Adult Contemporary. وفي عام 1963، قام سوفاين بمساعدة لاعب دوري البيسبول الثانوي تشارلي برايد واقترح عليه أن ينتقل إلى ناشفيل. إلا أن مسيرته تعطلت لفترة من الزمن، وفي عام 1964، أصبحت أغنيته Dream House For Sale أول أغنية له تدخل قائمة بيلبورد لأغاني الكانتري منذ ثمان سنوات، ووصلت للمركز 22 في عام 1964.

### أغاني سائقي الشاحنات
وفي عام 1965 حقق سوفاين النجاح عندما سجل أغنية Giddyup Go، التي ألفها بالاشتراك مع تومي هيل. وهي عبارة عن كلمات مرويّة بدلا من الغناء، وتروي قصة سائق شاحنة ظل بعيدا عن عائلته واكتشف أن ابنه الذي لم يره منذ فترة طويلة كان يقود شاحنة أخرى على نفس الطريق. تصدرت الأغنية قائمة بيلبورد لأغاني الكانتري لستة أسابيع. وأتبعتها المغنية ميني بيرل بأغنية أخرى تروي أحداث الأغنية من وجهة نظر زوجة سائق الشاحنة. ومن بين أغاني سوفاين الأخرى عن سائقي الشاحنات:
- «فانتوم 309»، وهي حكاية عن رجل يسافر على الطريق ويأخذ توصيلة من سائق شاحنة تبين أنه شبح رجل توفي قبل سنوات عندما ضحى بحياته لينقذ حافلة مدرسة من حادث تصادم مروع مع شاحنته.
- «تيدي بير»، وتروي قصة صبي معوق فقد والده الذين كان سائق شاحنة في حادث ويحتفظ بجهاز الراديو الخاص بأبيه ليؤنسه في وحدته.
- «ليتل جو»، وتروي قصة سائق شاحنة وكلبه المخلص. وكانت هذه آخر نجاح مهم له. يظهر في هذه الأغنية الولد من أغنية تيدي بير والذي يستطيع المشي الآن.[4][5]

عرف سوفاين أيضا بأغاني حزينة عن عيد الميلاد، مثل Here It Is Christmas (عن رجل مطلق في عطلة عيد الميلاد)، Billy's Christmas Wish (حوار بين صبي هارب وفقير وبابا نويل)، What Does Christmas Look Like? (فتاة عمياء تطلب من والدها أن يصف لها عيد الميلاد). وله أغنية أخرى هي Little Rosa حول عامل سكة حديد ايطالي يتحدث مع رجل غريب، حول حصوله على باقة ليضعها على قبر ابنته الصغيرة التي قتلت في حادث قطار عندما كان بعيدا.

### حياته الشخصية ووفاته
تزوج سوفاين من نورما سيرلز، والتي توفيت في عام 1976 عن عمر يناهز 57 عاما. أنجب الزوجان ثلاثة أبناء هم ويليام ومايكل (1955-1988) وروجر. وابنة تدعى جانيت. وقد ترك الزوجان أيضا 12 حفيدا في زمن وفاة ريد.
في 4 أبريل 1980، أصيب سوفاين بنوبة قلبية وهو يقود حافلته من نوع فورد إيكونولاين 150 موديل 1979 بالقرب من تقاطع باتري وليلاند لينز في جنوب ناشفيل، ما دفعه إلى تجاوز الإشارة الحمراء وصدم مركبة يقودها رجل يدعى إدغار بريم، 25 عاما، من سكان ناشفيل أيضا، قبل ان يصدم شجرة قرب التقاطع. ووقع الحادث على بعد بضعة أميال من منزل سوفاين على طريق ستيلوود.
أخذ المسعفون سوفاين إلى مستشفى سانت توماس مع بريم لتلقي العلاج، وكان سوفاين على قيد الحياة ولكنه كان فاقد الوعي. تمت معالجة بريم وخرج من المستشفى بإصابات طفيفة في الوجه. أعلن سوفاين ميتا في الساعة 11:47 صباحا، بعد وقت قصير من وصوله إلى المستشفى. وذكر تقرير التشريح الأولي أن سوفاين أصيب بنزيف قوي في البطن ناجم عن تمزق الطحال والكبد، وكسر في الضلوع وعظم القص. 
تم الإعلان عن ألبوم أفضل أعماله على شاشة التلفزيون لسنوات عديدة بعد وفاته، وعرضت موسيقاه أمام جيل جديد من المعجبين.
آخر أغنية لسوفاين تدخل القوائم في حياته، كانت أغنية Lay Down Sally في عام 1978، وهي لمغني الروك وعازف الجيتار إريك كلابتون، ووصلت للمركز 70 على قائمة بيلبورد لأغاني الكانتري. وفيما عدا وصلة الإيتار في منتصف الأغنية، فإن نسخة سوفاين تشبه نسخة كلابتون الأصلية.
غنى الكثيرون أغاني سوفاين الناجحة عن سائقي الشاحنات مثل ديل ريفز، ديف دادلي، فرلين هاسكي، بوكسكار ويلي، تكس ويليامز والمغني الأسترالي نيف نيكولز.

## ديسكوغرافيا

### ألبومات ستوديو
| السنة | الألبوم                                | أعلى مركز                 | أعلى مركز            | العلامة  |
| السنة | الألبوم                                | ألبومات الكانتري (أمريكا) | ألبومات البوب (كندا) | العلامة  |
| ----- | -------------------------------------- | ------------------------- | -------------------- | -------- |
| 1956  | Red Sovine                             | —                         | —                    | MGM      |
| 1961  | The One and Only                       | —                         | —                    | Starday  |
| 1962  | The Golden Country Ballads of the '60s | —                         | —                    | Starday  |
| 1963  | Red Sovine                             | —                         | —                    | Decca    |
| 1965  | The Heart Rending Little Rosa          | —                         | —                    | Starday  |
| 1966  | Country Music Time                     | —                         | —                    | Decca    |
| 1966  | Giddy Up Go                            | 4                         | —                    | Starday  |
| 1966  | The Sensational Red                    | —                         | —                    | Starday  |
| 1966  | The Nashville Sound                    | —                         | —                    | Starday  |
| 1967  | I Didn't Jump the Fence                | —                         | —                    | Starday  |
| 1967  | Dear John Letter                       | —                         | —                    | Starday  |
| 1968  | The Country Way                        | —                         | —                    | Vocalion |
| 1968  | Phantom 309 ‏                           | 18                        | —                    | Starday  |
| 1968  | Tell Maude I Slipped                   | —                         | —                    | Starday  |
| 1968  | Sunday with Sovine                     | —                         | —                    | Starday  |
| 1968  | Anytime                                | —                         | —                    | Starday  |
| 1969  | Classic Narrations                     | —                         | —                    | Starday  |
| 1969  | Closing Time Till Dawn                 | —                         | —                    | Starday  |
| 1969  | Who Am I                               | —                         | —                    | Starday  |
| 1969  | Ruby Don't Take Your Love to Town      | —                         | —                    | Starday  |
| 1970  | I Know You're Married                  | —                         | —                    | Starday  |
| 1973  | Greatest Grand Ole Opry                | —                         | —                    | Chart    |
| 1974  | It'll Come Back                        | 48                        | —                    | Chart    |
| 1975  | Phantom 309 (reissue)                  | —                         | —                    | Gusto    |
| 1976  | Teddy Bear                             | 1                         | 67                   | Starday  |
| 1977  | Woodrow Wilson Sovine                  | 50                        | —                    | Starday  |
| 1978  | Christmas with Red Sovine              | —                         | —                    | Starday  |
| 1978  | 16 New Gospel Songs                    | —                         | —                    | Gusto    |

### ألبومات تجميعية
| السنة | الألبوم                   | ألبومات الكانتري (أمريكا) | العلامة       |
| ----- | ------------------------- | ------------------------- | ------------- |
| 1975  | The Best                  | —                         | Starday       |
| 1975  | Little Rosa               | —                         | Hit           |
| 1977  | 16 All-Time Favorites     | —                         | Starday       |
| 1977  | 16 Greatest Hits          | 47                        | Starday       |
| 1980  | Teddy Bear                | —                         | Gusto         |
| 1980  | Phantom 309               | —                         | Gusto         |
| 1980  | Giddy Up Go               | —                         | Gusto         |
| 1980  | Gone But Not Forgotten    | —                         | Castle        |
| 1986  | Sings Hank Williams       | —                         | Deluxe        |
| 1989  | Crying in the Chapel      | —                         | Hollywood     |
| 1989  | Famous Duets              | —                         | Hollywood     |
| 1991  | Best of the Best          | —                         | Federal       |
| 2001  | Phantom 309               | —                         | Prism Leisure |
| 2002  | Pledge of Allegiance      | —                         | King          |
| 2002  | 20 All-Time Greatest Hits | —                         | King          |

### الأغاني المنفردة
| السنة | الأغنية                                 | أعلى مركز               | أعلى مركز              | العلامة |
| السنة | الأغنية                                 | أغاني الكانتري (أمريكا) | ألبومات البوب (أمريكا) | العلامة |
| ----- | --------------------------------------- | ----------------------- | ---------------------- | ------- |
| 1955  | "Why Baby Why" (مع ويب بيرس)            | 1                       | —                      | Decca   |
| 1956  | "If Jesus Come to Your House"           | 15                      | —                      | Decca   |
| 1956  | "Hold Everything (Till I Get Home)"     | 5                       | —                      | Decca   |
| 1965  | "Giddyup Go"                            | 1                       | 82                     | Starday |
| 1966  | "Long Night"                            | 47                      | —                      | Starday |
| 1967  | "I Didn't Jump the Fence"               | 17                      | —                      | Starday |
| 1967  | "Phantom 309"                           | 9                       | —                      | Starday |
| 1974  | "It'll Come Back"                       | 16                      | —                      | Chart   |
| 1975  | "Daddy's Girl"                          | 91                      | —                      | Chart   |
| 1975  | "Phantom 309"                           | 47                      | —                      | Starday |
| 1976  | "Teddy Bear ‏"                           | 1                       | 40                     | Starday |
| 1976  | "Little Joe"                            | 45                      | 102                    | Starday |
| 1976  | "Last Goodbye"                          | 96                      | —                      | Starday |
| 1977  | "Woman Behind the Man Behind the Wheel" | 92                      | —                      | Starday |
| 1978  | "Lay Down Sally"                        | 70                      | —                      | Starday |
| 1980  | "It'll Come Back"                       | 89                      | —                      | Starday |

## وصلات خارجية
- ريد سوفاين على موقع IMDb (الإنجليزية)
- ريد سوفاين على موقع ميوزك برينز (الإنجليزية)
- ريد سوفاين على موقع إن إن دي بي (الإنجليزية)
- ريد سوفاين على موقع ديسكوغز (الإنجليزية)